# Vladimír Darida
Vladimir Darida (Sokolov, Csehszlovákia, 1990. augusztus 8. –) cseh labdarúgó, 2023-tól a görög Árisz játékosa. A cseh válogatott tagjaként ott volt a 2012-es Európa-bajnokságon.

## Pályafutása
Darida a Viktoria Plzeňben kezdte profi pályafutását 2010-ben. A Dnyamo České Budějovice ellen mutatkozott be az első csapatban. 2011-ben kölcsönben a Baník Sokolovhoz került.

### A válogatottban
Darida 2012. június 1-jén, Magyarország ellen debütált a cseh válogatottban. Bekerült a csehek 2012-es Európa-bajnokságra utazó keretébe, a sérült Daniel Pudil helyére. A tornán a Portugália elleni negyeddöntőn lépett pályára, a sérült Tomáš Rosickýt váltva.

## Sikerei, díjai

### Klubcspatban

#### Viktoria Plzeň
- Cseh bajnok: 2010/11
- Cseh kupagyőztes: 2010
- Cseh szuperkupagyőztes: 2011

## Fordítás
- Ez a szócikk részben vagy egészben  a   Vladimír Darida című angol Wikipédia-szócikk fordításán alapul.  Az eredeti cikk szerkesztőit annak laptörténete sorolja fel. Ez a jelzés csupán a megfogalmazás eredetét és a szerzői jogokat jelzi, nem szolgál a cikkben szereplő információk forrásmegjelöléseként.

## Külső hivatkozások
- Vladimír Darida válogatottbeli statisztikái
- Vladimír Darida adatlapja az iDNES.cz-n
- Vladimír Darida statisztikái a TransferMarkt.de-n